# Koningsmakrelen
De koningsmakrelen (Scomberomorus) zijn een geslacht van vissen uit de familie van de Makrelen (Scombridae).
De eerste fossiele resten van vissen uit dit geslacht stammen uit het Thanetien.

## Etymologie
Er zijn twee mogelijke etymologische verklaringen voor de naam van het geslacht Scomberomorus. Ten eerste, de geslachtsnaam is samengesteld uit het Latijnse woord scomber en het Oudgriekse woord μωρός mōrós. Ten tweede kan men uitgaan van het Latijnse woord scomber en het Oudgriekse woord μέρος méros. In het klassieke Latijn wordt met scomber, met als nevenvorm scombrus, verwezen naar de makreel. Het is een leenwoord uit het Oudgrieks voor de makreel, namelijk σκόμβρος skómbros. Het Oudgriekse μωρός betekent afgestompt, verdwaasd of dwaas. Het Oudgriekse woord μέρος uit de tweede verklaring betekent deel. In meerdere geattesteerde samenstellingen in het Oudgrieks met μέρος eindigt het woord op een gewijzigde vorm -μορος. Volgens de tweede verklaring zou de naam duiden op de meerdere delen die de koningsmakrelen overeenkomstig hebben met de (gewone) makreel.
De naam Scomberomerus is niet juist gevormd volgens de samenstellingsregels van de klassieke talen. Men is kennelijk van het Latijnse scomber uitgegaan en niet van het Oudgriekse σκόμβρος, dat eerder te verwachten is bij een samenstelling met als tweede deel een Oudgrieks woord (μωρός dan wel μέρος). Daarnaast is men in de samenstelling uitgegaan van de nominativus scomber en niet van de stam scombr-, zoals onder andere af te leiden is van de genitivus scombri. Een vorm zoals scrombromorus zou wel juist gevormd zijn.

## Soorten
De volgende soorten vallen binnen dit geslacht:
- Scomberomorus brasiliensis Collette, Russo & Zavala-Camin, 1978 – Serramakreel
- Scomberomorus cavalla (Cuvier, 1829) – Koningsmakreel
- Scomberomorus commerson (Lacépède, 1800) – Indische Koningsmakreel
- Scomberomorus concolor (Lockington, 1879) – Monterreymakreel
- Scomberomorus guttatus (Bloch & Schneider, 1801) – Indopacifische koningsmakreel
- Scomberomorus koreanus (Kishinouye, 1915) – Koreaanse koningsmakreel
- Scomberomorus lineolatus (Cuvier, 1829) – Gestreepte koningsmakreel
- Scomberomorus maculatus (Mitchill, 1815) – Gevlekte koningsmakreel
- Scomberomorus multiradiatus Munro, 1964 – Papua-koningsmakreel
- Scomberomorus munroi Collette & Russo, 1980 – Australische gevlekte makreel
- Scomberomorus niphonius (Cuvier, 1832) – Japanse makreel
- Scomberomorus plurilineatus Fourmanoir, 1966 – Kanadi-koningsmakreel
- Scomberomorus queenslandicus Munro, 1943 – Queensland-koningsmakreel
- Scomberomorus regalis (Bloch, 1793) – Valse koningsmakreel
- Scomberomorus semifasciatus (Macleay, 1883) – Tijgerkoningsmakreel
- Scomberomorus sierra Jordan & Starks, 1895 – Sierra-koningsmakreel
- Scomberomorus sinensis (Lacépède, 1800) – Chinese koningsmakreel
- Scomberomorus tritor (Cuvier, 1832) – Oostatlantische koningsmakreel